# Vasholmen

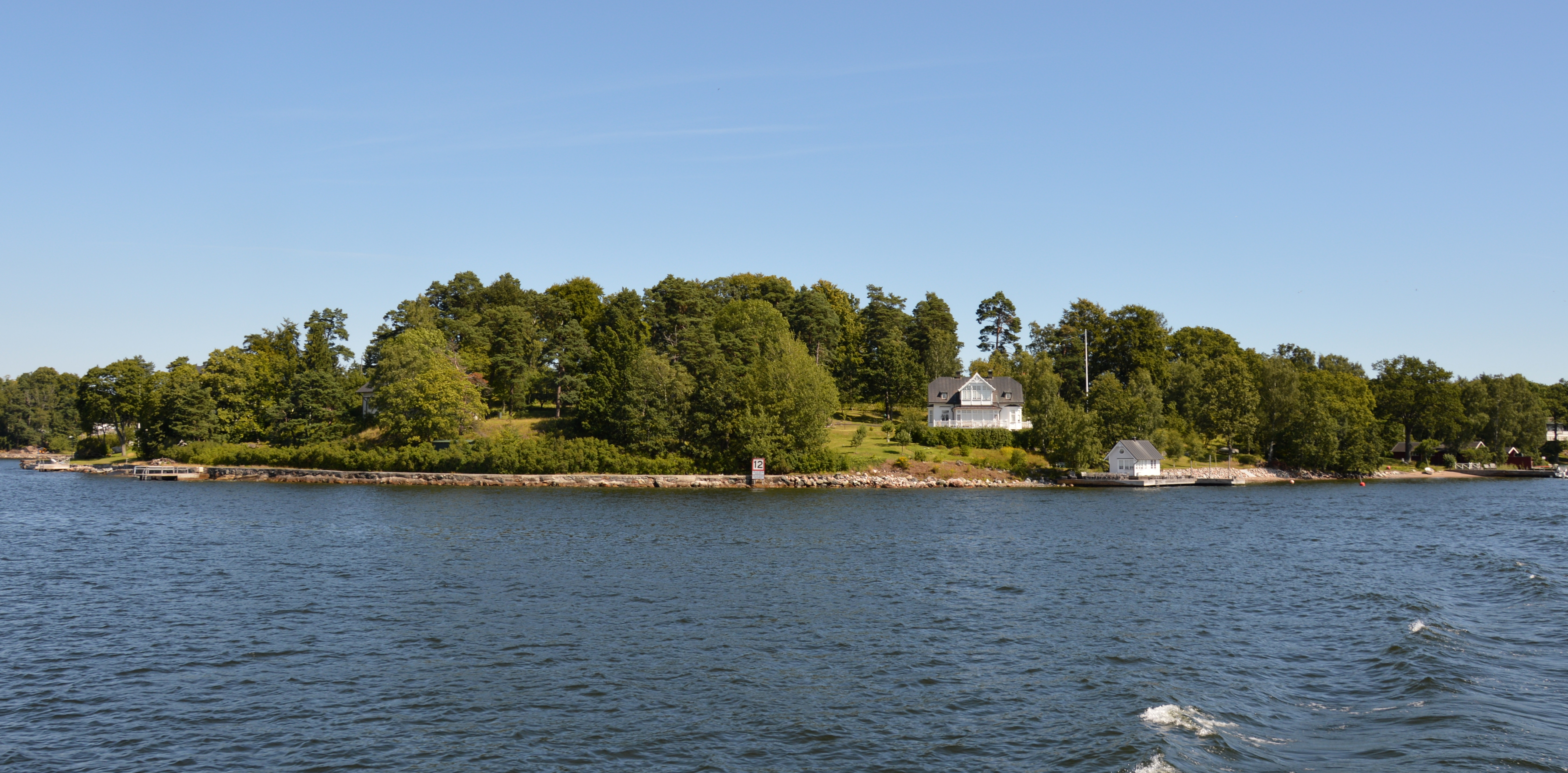
Vasholmen, Südufer

Vasholmen ist eine zu Schweden gehörende Insel im Stockholmer Schärengarten.
Die Insel gehört zur Gemeinde Vaxholm. Vasholmen liegt südlich der Insel Tynningö. Südlich liegen Lilla Getfoten, Notholmen und Tobaksgrundet, westlich Jungfruholmen. Westlich der Insel verlaufen die Schiffsrouten Vaxholm-Mariefred und Vaxholm-Strömkajen. An der Nordwestspitze Vasholmens befindet sich der Schiffsanleger Vasholmen brygga.
Vasholmen erstreckt sich von West nach Ost über etwa 650 Meter bei einer Breite von bis zu etwa 200 Metern. Die mit mehreren vor allem als Sommerhäuser genutzten Gebäuden bebaute Insel ist in Teilen bewaldet.